# 동해 동연 변동대

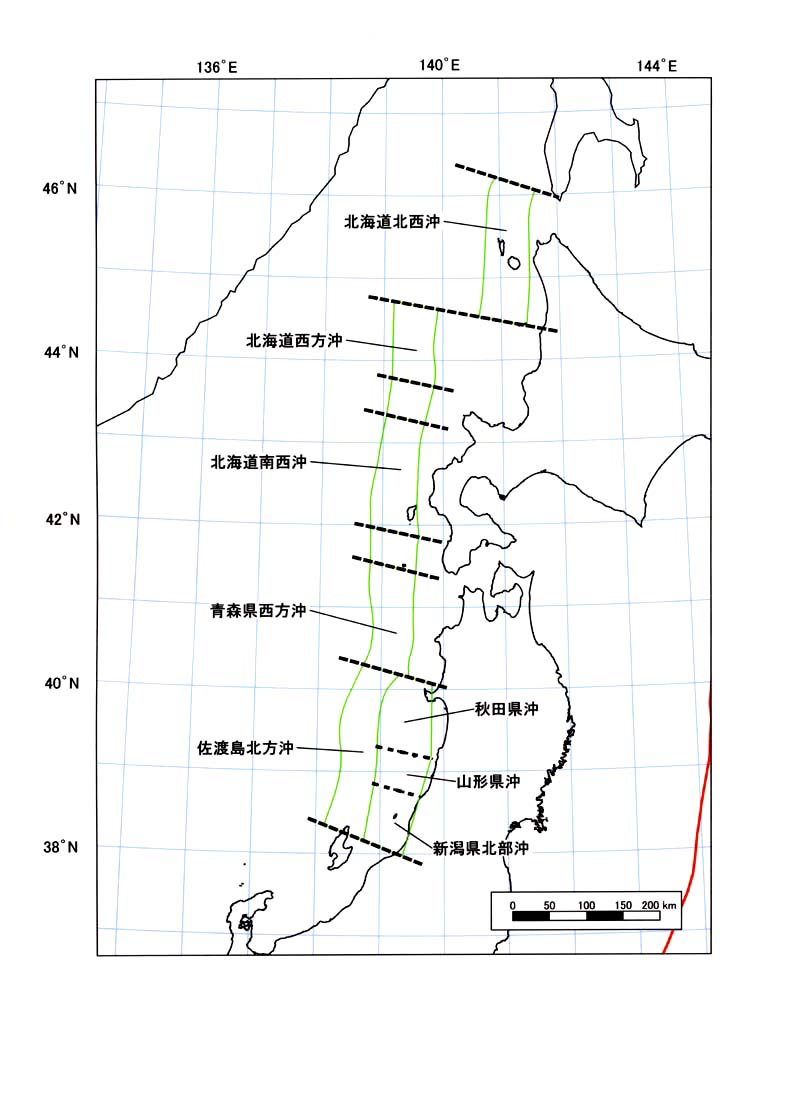
동해 동연 변동대의 주요 구조. 2003년 일본 지진조사위원회의 구분에 따른 지도이다.

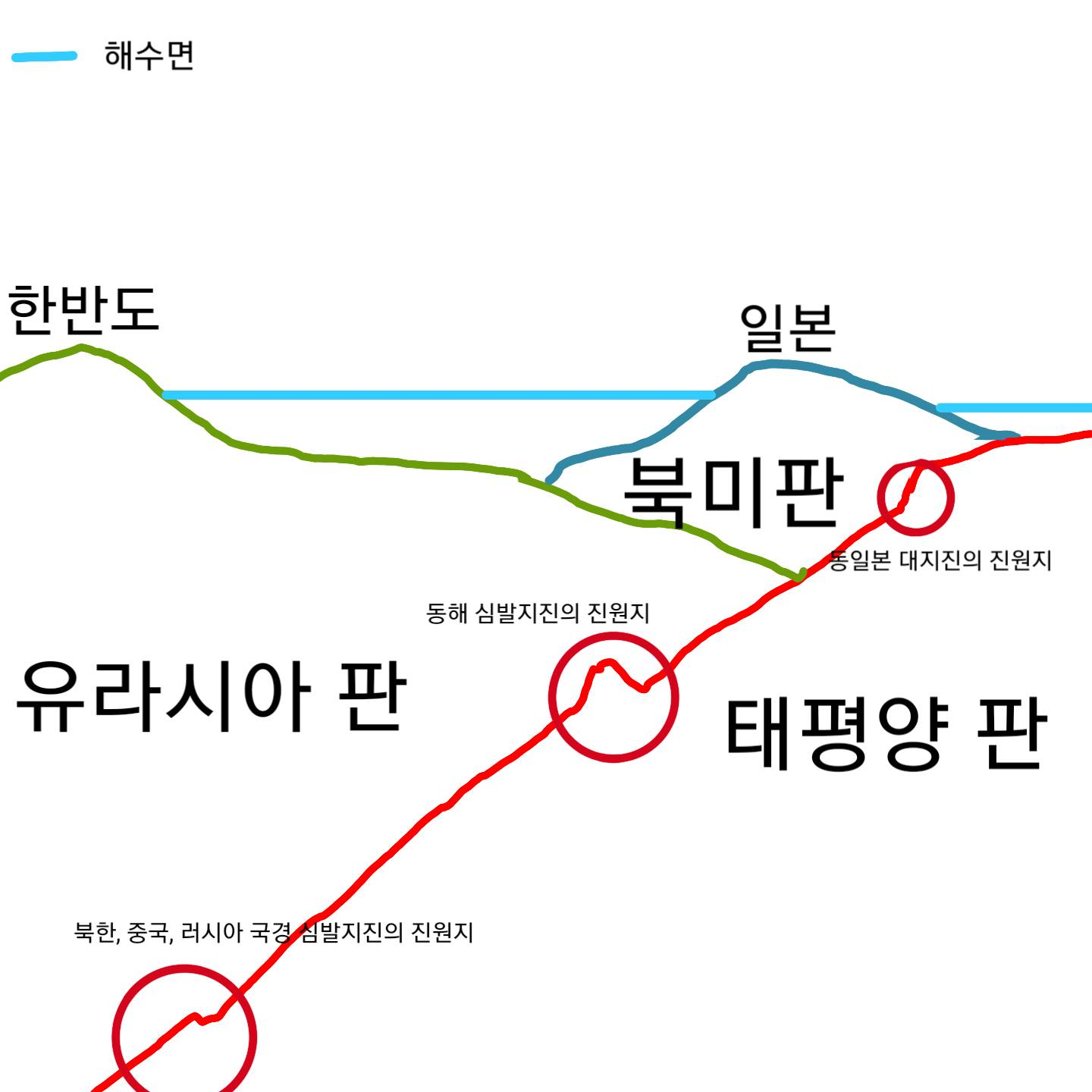
동아시아의 내부 지질구조. 제일 왼쪽 아래의 빨간 원이 훈춘-왕칭 심발지진대이며 가운데 유라시아판과 북아메리카판이 만나는 지점이 동해 동연 변동대이다.

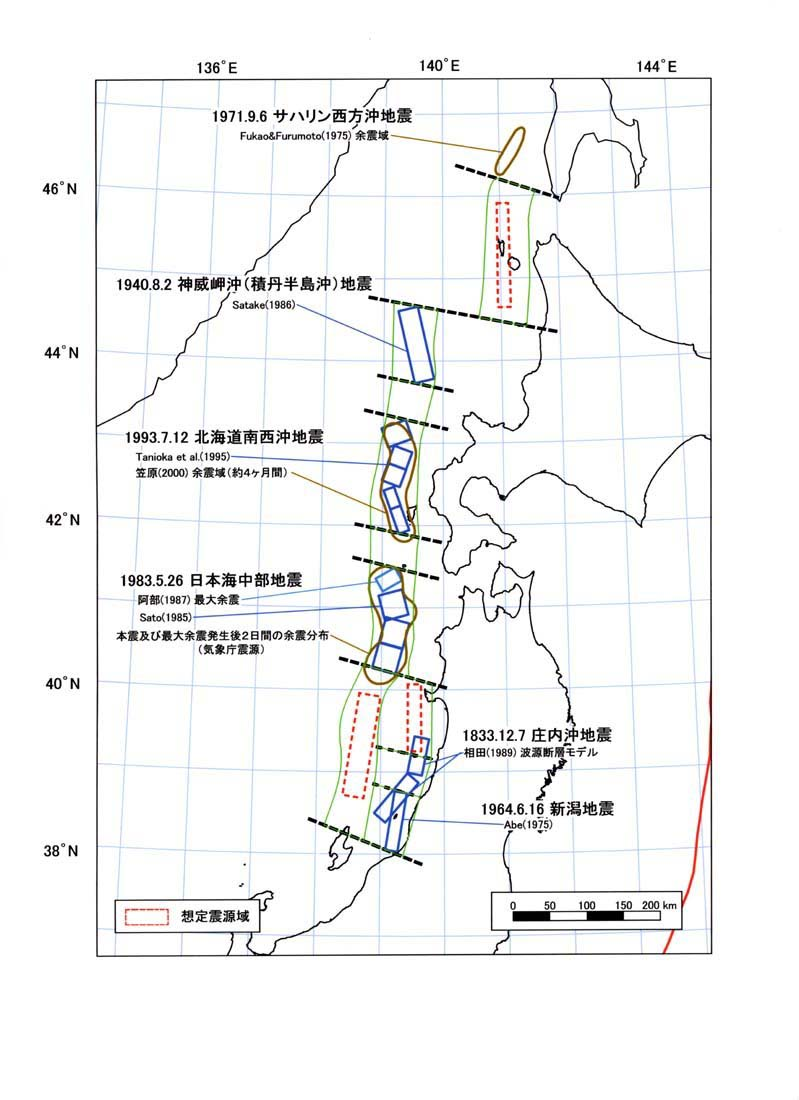
동해 동연 변동대의 각 구분대와 관련 주요 지진을 그린 지도.

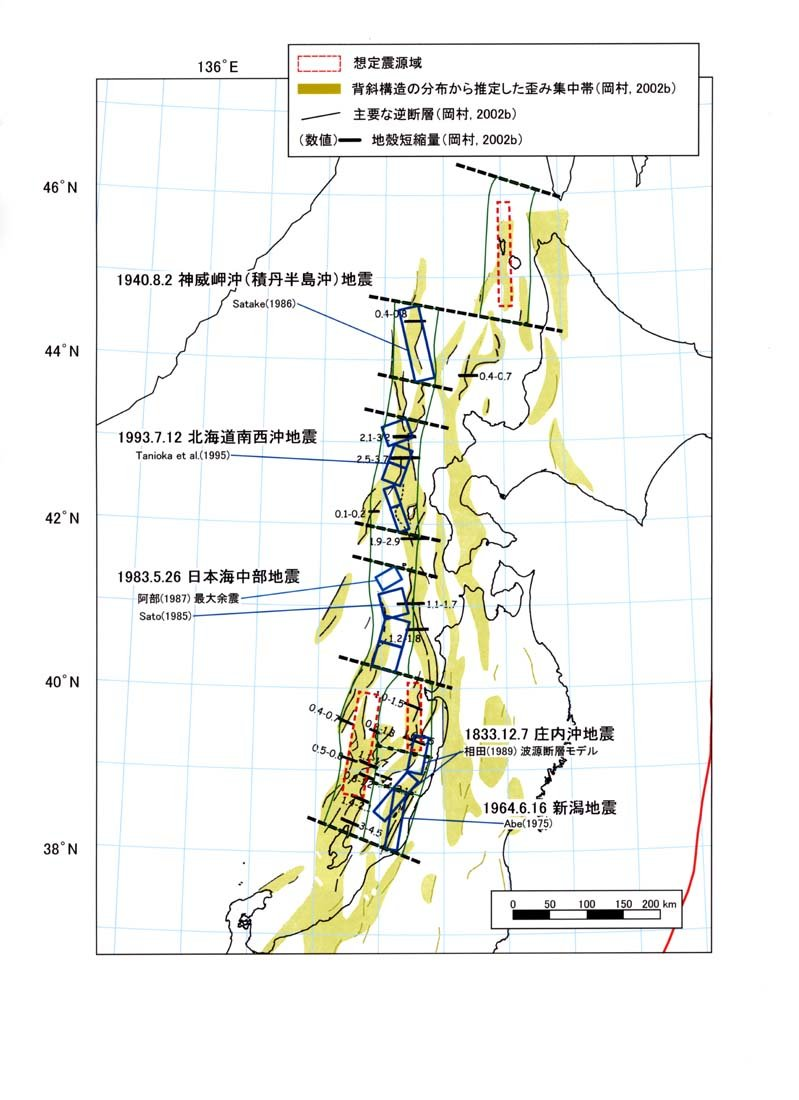
동해 동연 변동대와 왜곡집중대 영역을 그린 지도.

동해 동연 변동대, 일본에서 일본해 동연 변동대(일본어: 日本海東縁変動帯 にほんかいとうえんへんどうたい[*])는 동해의 동쪽 끝 일본 열도 부근 지역에서 남북으로 수 백 km 뻗어있는 지질학적 왜곡집중대이다. 북쪽에서 유라시아 대륙과 사할린섬 사이 타타르 해협에서부터 시작해 일본 홋카이도 샤코탄반도 해역과 아키타현 오가반도를 지나 니가타현 해역까지 이어져 있다. 북쪽 끝은 동시베리아을 지나 북극에서 매우 느린 속도로 확대되고 있는 난센-가켈 해령을 거쳐 대서양 중앙 해령까지 이어져 있다. 하지만 대서양 중앙 해령의 발산 운동으로 시베리아 북쪽의 랍테프해에 있는 파데옙스키섬 부근을 회전축으로 일본쪽 변동대는 서쪽에서 동쪽 방향으로 수렴 운동을 하고 있다.
지진학적 기준에서는 지진이 자주 일어나는 판 경계간 지점으로 일본 지진조사연구추진본부에서는 아키타현 해역과 사도가섬 북부 해역을 지진이 일어날 확률이 약간 높은 II급 위험도로, 나머지를 지진이 일어날 확률이 낮은 I급 위험도로 지정하고 있다.

## 판 구조론 관점
판 구조론에서 동해 동연 변동대는 대륙판인 유라시아판 하위의 아무르판과 같은 대륙판인 북아메리카판 하위의 오호츠크판이 서로 충돌하는 수렴 경계로 동해(유라시아판)가 일본 열도(북아메리카판) 아래로 가라앉는 곳이다. 지질학적으로는 이제 막 충돌이 일어난 시점밖에 되진 않았지만 수백만 년 후의 미래에는 새로운 해구와 여러 해저 지형을 만들어낼 것으로 추정된다.
동해 동연 변동대를 해구가 만들어질 지점으로 평가하는 데에는 니가타현 해역에서 홋카이도 서부 해역까지 지역이 규모 M7급의 지진이 자주 일어났다는 것이 컸다. 특히 아키타현 해역에서 일어난 1983년 동해 중부 지진 이후 "동해 동연 신생 판 경계설"이 발표되면서 주목을 받았다. 하지만 이 지역에서 판 경계가 어떻게 되어 있는지는 아직 알려지지 않았으며 수렴 경계라는 설과 두 판의 변환 단층이라는 설이 존재한다. 1995년 사할린섬 넵테고르스크에서 일어난 규모 M7.6의 1995년 넵테고르스크 지진이 일어난 이후에는 이 경계를 "사할린-동해 동연 변동대"라 부르기도 한다.

## 판 활동 상황
약 100년 간격으로 활동이 활발해졌다가 비교적 지진이 일어나지 않는 시기를 반복하고 있으나 20세기 후반에서 21세기 초반엔 지진이 활발할 시기를 맞았다. 또한 사할린섬 동쪽 해역에서 홋카이도 서부 해역을 지나 니가타현 해역까지의 지역은 200년간 규모 M6.5 이상의 지진이 대략 10회 정도 일어났다.
일본 지진조사연구추진본부에서는 전체적으로 평균 대략 1,000년에 한 번 정도의 간격으로 M7 후반급의 지진이 오는 것으로 추정하고 있다. 2019년 기준 동해 동연 변동대의 각 지진 발생 확률은 다음과 같다.
| 구역                 | 지진 종류  | 2021년 1월 1일 기준 | 2021년 1월 1일 기준 |
| 구역                 | 지진 종류  | 규모(M)             | 30년 내 발생 확률   |
| -------------------- | ---------- | ------------------- | ------------------- |
| 홋카이도 서북부 해역 | 해구형지진 | M7.8 정도           | 0.006 - 0.1%        |
| 홋카이도 서부 해역   | 해구형지진 | M7.5 전후           | 거의 0%             |
| 홋카이도 남서부 해역 | 해구형지진 | M7.8 전후           | 거의 0%             |
| 아오모리현 서부 해역 | 해구형지진 | M7.7 전후           | 거의 0%             |
| 아키타현 해역        | 해구형지진 | M7.5 정도           | 약 3% 이하          |
| 야마가타현 해역      | 해구형지진 | M7.7 전후           | 거의 0%             |
| 니가타현 북부 해역   | 해구형지진 | M7.5 전후           | 거의 0%             |
| 사도가섬 북부 해역   | 해구형지진 | M7.8 정도           | 3- 6%               |

## 같이 보기
- 이토이가와-시즈오카 구조선
- 주오 구조선
- 니가타-고베 왜곡집중대
- 훈춘-왕칭 심발지진대

## 참고 문헌
- 岡村行信; 大竹政和; 平朝彦 ほか (1999). “日本海東縁の地質学的歪み集中帯”. 《日本地質学会学術大会講演要旨》 (日本地質学会) 106: 116頁. doi:10.14863/geosocabst.1999.0_116_2.
- 中村一明 (1984년 1월). “日本海東縁新生海溝の可能性”. 《東京大学地震研究所彙報》 (東京大学地震研究所) 58 (3): 711–722. ISSN 0040-8972.
- 日本海東縁の活断層と地震テクトニクス 編集：大竹政和、平朝彦、太田陽子 出版： 東京大学出版会 2002年 ISBN 978-4-13-060739-1